# Château de Beauvais (Tarn)
Pour les articles homonymes, voir Château de Beauvais.
Le château de Beauvais est un château situé à Beauvais-sur-Tescou, dans le Tarn, en région Occitanie (France).
Selon les sources, il remonte au XIVe siècle et a appartenu au roi Philippe VI ; ou au XVIe siècle, et a appartenu à l'évêque Jean de Lettes.

## Historique

### Origine
La bastide de Beauvais est fondé en 1342, sur ordre du roi Philippe VI, par le religieux Jean de Marigny. Celui-ci, alors évêque de Beauvais et lieutenant du roi en Languedoc, donne le nom de sa juridiction au nouveau village. La seigneurie est alors divisée entre cinq co-seigneurs, dont que le Roi de France, ainsi que les sieurs Bos, Aiméric, Isarn, et Pilfort de Beauvais.

### Deux versions de l'histoire du château
Il existe alors deux versions différentes pour expliquer l'histoire du château. On ne peut pas non plus exclure qu'il ait même existé deux châteaux dans la ville :
- Selon la première, c'est en 1342, en même temps que la fondation de la bastide que le château de Beauvais est bâti. Il appartient alors aux rois de France. Mais avant l'an 1463, il est inféodé à un autre seigneur, dont on ne connaît pas le nom. On retrouve ensuite David du Bousquet et sa femme Anne de Malras, au XVIe siècle[1]. En 1671, Jean du Bousquet, son descendant, rend hommage au roi pour le château, en compagnie de sa femme, Louis de Ranconet. On sait qu'il est propriétaire de l'édifice depuis au moins 1641[1],[2].
- Selon l'autre version, le château n'est construit que dans la première moitié du XVIe siècle, par l'évêque de Montauban, Jean de Lettes[3]. Celui-ci acquiert la seigneurie de Beauvais en 1539, peut-être pour se rapprocher de Verlhac-Tescou où habite son amante, Armande de Durfort[3],[1]. Après sa conversion au protestantisme et sa fuite vers la Suisse en 1556, il vend le château à sa sœur, Catherine.

Aujourd'hui, l'édifice appartient à la famille Pongès.

## Architecture
Le château de Beauvais se compose d'un logis flanqué de trois tours, ainsi que d'une dépendance lui faisant face, formant ensemble une cour semi-fermée, ombragé par un immense orme de Sully.
La partie la plus ancienne, daterait de la construction de 1342. C'est un long corps de logis rectangulaire doté d'un toit à quatre pans. Sur la façade donnant sur la cour se trouve deux des tours, toutes deux carrées, et qui surmontent le logis de deux fois sa taille.
La dernière tour, à l'angle Nord-Ouest est circulaire. Elle est elle-même flanquée d'une fine tourelle, contenant sûrement un escalier à vis et qui la surmonte de quelques mètres. Deux autres tours sont encore visibles sur cette façade arrière, une ronde et une carrée, mais elles sont arasées au niveau du toit. Cela correspondrait à la description originelle du château, qui fait état de quatre tours, deux carrées et deux rondes, d'une hauteur impressionnante de 46 mètres.